# Голюдов, Семён Тимофеевич
Семён Тимофеевич Голюдов — советский хозяйственный, государственный и политический деятель.

## Биография
Родился в 1896 году в деревне Козлово. Член ВКП(б) с 1918 года.
С 1918 года — на хозяйственной, общественной и политической работе. В 1918—1937 гг. — член Витебского губернского комитета РКП(б), Исполнительного комитета Витебского губернского Совета, заведующий Отделом по работе в деревне, Земельным, Организационным отделом Рязанского губернского комитета РКП(б), заведующий колхозным отделом Исполнительного комитета Рыбинского губернского Совета, ответственный секретарь Пешехонского уездного комитета РКП(б), заведующий Организационным отделом Рыбинского губернского комитета РКП(б), ответственный секретарь Рыбинского уездного комитета РКП(б), заведующий Организационным отделом Башкирского областного комитета РКП(б), заведующий Организационно-распределительным отделом Казакского краевого комитета ВКП(б), народный комиссар снабжения Казакской АССР, начальник Политического отдела зерносовхоза «Гигант», 1-й секретарь Читинского областного комитета ВКП(б), 2-й секретарь Красноярского краевого комитета ВКП(б).
Расстрелян в 1937 году.